# Chassemy
Chassemy je francouzská obec v departementu Aisne v regionu Hauts-de-France. V roce 2011 zde žilo 807 obyvatel. Chassemy leží na řece Aisne 12 km východně od Soissons, centra stejnojmenného arrondissementu, do něhož patří obec Chassemy. Obec se nachází 75 km na severovýchod od Paříže, 40 km na východo-jihovýchod leží město Remeš. Pamětihodností obce je gotický kostel svatého Martina.

## Sousední obce
Sousedními obcemi jsou Vailly-sur-Aisne na severu, Presles-et-Boves na severovýchodě, Brenelle na východě, Braine na jihovýchodě, Vasseny na jihu, Ciry-Salsogne na jihozápadě a západě, Celles-sur-Aisne a Condé-sur-Aisne na severozápadě.

## Vývoj počtu obyvatel
Počet obyvatel 